# Elsa Feliciello
Elsa Feliciello (2006) è una sciatrice alpina canadese.

## Biografia
Specialista della prove tecniche attiva dal novembre del 2022, la Feliciello ha esordito in Nor-Am Cup il 23 febbraio 2023 a Camp Fortune in slalom speciale (13ª); non ha debuttato in Coppa del Mondo e non ha preso parte a rassegne olimpiche o iridate.

## Palmarès

### Nor-Am Cup
- Miglior piazzamento in classifica generale: 95ª nel 2023

### Campionati canadesi
- 2 medaglie:
  - 2 argenti (slalom speciale nel 2024; slalom speciale nel 2025)